# 1994년 동계 올림픽 알파인스키
제17회 동계 올림픽의 알파인스키 경기는 1994년 2월 13일부터 21일까지 노르웨이에서 열렸다.